# Liste der denkmalgeschützten Objekte in Graz/Ries
Die Liste der denkmalgeschützten Objekte in Graz/Ries enthält die 10 denkmalgeschützten, unbeweglichen Objekte des X. Grazer Stadtbezirks Ries.

## Denkmäler
| Foto |                 | Denkmal                                                                                    | Standort                                              | Beschreibung | Metadaten |
| ---- | --------------- | ------------------------------------------------------------------------------------------ | ----------------------------------------------------- | --- | --- |
| ja   | Datei hochladen | Kriegerdenkmal HERIS-ID: 102205 Objekt-ID: 118579                                          | Fuchsriegelweg / Riesstraße Standort KG: Ragnitz      | Denkmal in Erinnerung an im Ersten und Zweiten Weltkrieg gefallene Soldaten. Errichtet 1921, erneuert 1950. Vor den Tafeln mit den Namen von Soldaten sind zwei große Granatenhülsen aus dem Ersten Weltkrieg eingemauert. | BDA-Hist.: Q37790098 Status: § 2a Stand der BDA-Liste: 2025-06-30 Name: Kriegerdenkmal GstNr.: 162 Kriegerdenkmal Graz Riesstraße                                                          |
| ja   | Datei hochladen | Kath. Pfarrkirche, Bruder-Klaus-Kirche mit Pfarrzentrum HERIS-ID: 102006 Objekt-ID: 118360 | Ragnitzstraße 166, 166a, 168 Standort KG: Ragnitz     | Die dem hl. Niklaus von Flüe geweihte Kirche wurde 1987 von Karla Kowalski und Michael Szyszkowitz erbaut. Sie ist Teil eines Gebäudekomplexes, das um einen halbrunden Vorplatz gruppiert ist und deren einzelne Teile durch einen Laubengang verbunden sind. Der Glockenturm steht frei. Kirche und Pfarrzentrum wurden mit dem Österreichischen Bauherrenpreis 1988 ausgezeichnet.    | BDA-Hist.: Q992153 Status: § 2a Stand der BDA-Liste: 2025-06-30 Name: Kath. Pfarrkirche, Bruder-Klaus-Kirche mit Pfarrzentrum GstNr.: .49/3, .49/5, 455/2, 455/4 Bruder-Klaus-Kirche, Graz |
| ja   | Datei hochladen | Wohnhaus HERIS-ID: 102225 Objekt-ID: 118602                                                | Billrothgasse 6 Standort KG: Stifting                 | Das Wohnhaus wurde im 2. Viertel des 19. Jahrhunderts errichtet und weist eine Biedermeierfassade mit Pilastern, sowie eine Gedenktafel für den Dichter Robert Hamerling auf. | BDA-Hist.: Q37790141 Status: § 2a Stand der BDA-Liste: 2025-06-30 Name: Wohnhaus GstNr.: .494 Wohnhaus Billrothgasse 6, Graz                                                               |
| ja   | Datei hochladen | Meilenstein HERIS-ID: 102267 Objekt-ID: 118649                                             | Riesstraße Standort KG: Stifting                      | Der Postmeilenstein aus dem 19. Jahrhundert zeigt die Entfernung nach Fürstenfeld an. | BDA-Hist.: Q37790221 Status: § 2a Stand der BDA-Liste: 2025-06-30 Name: Meilenstein GstNr.: 998/2                                                                                          |
| ja   | Datei hochladen | Bildstock Sturmkreuz mit Figur Mater Dolorosa HERIS-ID: 13353 Objekt-ID: 9531              | Riesstraße Standort KG: Stifting                      | | BDA-Hist.: Q38175987 Status: Bescheid Stand der BDA-Liste: 2025-06-30 Name: Bildstock Sturmkreuz mit Figur Mater Dolorosa GstNr.: 693/5 Sturmkreuz, Graz                                   |
| ja   | Datei hochladen | Wohnhaus, Hanhof HERIS-ID: 102278 Objekt-ID: 118660                                        | Roseggerweg 50 Standort KG: Stifting                  | | BDA-Hist.: Q37790258 Status: § 2a Stand der BDA-Liste: 2025-06-30 Name: Wohnhaus, Hanhof GstNr.: .4                                                                                        |
| ja   | Datei hochladen | Ehem. Waisenhaus/Pestalozziheim HERIS-ID: 51411 Objekt-ID: 57055seit 2012                  | Stiftingtalstraße 4 Standort KG: Stifting             | Das stattliche Gebäude wurde im Jahr 1898 in späthistoristisch-altdeutschen Stilformen erbaut. Es dient nun als Hauptverwaltungssitz der Landeskrankenanstaltsgesellschaft. | BDA-Hist.: Q38045122 Status: Bescheid Stand der BDA-Liste: 2025-06-30 Name: Ehem. Waisenhaus/Pestalozziheim GstNr.: .503 Pestalozziheim, Graz                                              |
| ja   | Datei hochladen | Meßkapelle Unbefleckte Empfängnis HERIS-ID: 51416 Objekt-ID: 57060                         | bei Stiftingtalstraße 169 Standort KG: Stifting       | Die Messkapelle der Unbefleckten Empfängnis bei den Vorauer Schwestern wurde in den Jahren 1956/1957 nach den Plänen von Franz Heigl d. Ä. errichtet. Es handelt sich um einen mittelgroßen Rechteckbau mit einem Pultdach, sowie einem südöstlichen Glockenturm aus Werkstein. Die Mosaike der Außenwand wurden in den Jahren 1957/1958 nach dem Entwurf Fritz Silberbauers angebracht. | BDA-Hist.: Q38045146 Status: § 2a Stand der BDA-Liste: 2025-06-30 Name: Meßkapelle Unbefleckte Empfängnis GstNr.: .444 Messkapelle Unbefleckte Empfängnis, Graz                            |
| ja   | Datei hochladen | Figuren HERIS-ID: 102308 Objekt-ID: 118692                                                 | bei Stiftingtalstraße 246 Standort KG: Stifting       | Die zwei Bronzefiguren eines Sportlers und einer Sportlerin wurden im Jahr 1951, dem Errichtungsjahr der Otto-Möbes-Volkswirtschaftsschule, in dessen Garten sie sich befinden, aufgestellt. Sie sind signiert und datiert mit W. POCH-LATKO 51. | BDA-Hist.: Q37790278 Status: § 2a Stand der BDA-Liste: 2025-06-30 Name: Figuren GstNr.: 805/2                                                                                              |
| ja   | Datei hochladen | Bildstock mit Kreuzigungsgruppe HERIS-ID: 59493 Objekt-ID: 70822                           | gegenüber Stiftingtalstraße 336 Standort KG: Stifting | Der um 1720 entstandene Bildstock in Kapellenform enthält eine spätbarocke Kreuzigungsgruppe. | BDA-Hist.: Q38087491 Status: Bescheid Stand der BDA-Liste: 2025-06-30 Name: Bildstock mit Kreuzigungsgruppe GstNr.: 428 Wayside shrine Stiftingtalstraße, Graz                             |

## Ehemalige Denkmäler
| Foto |                 | Denkmal                                                             | Standort                                   | Beschreibung | Metadaten |
| ---- | --------------- | ------------------------------------------------------------------- | ------------------------------------------ | --- | --- |
| BW   | Datei hochladen | Ferdinand-Prirsch-Schule HERIS-ID: 51415 Objekt-ID: 57059bis 2021   | Ragnitzstraße 193 Standort KG: Ragnitz     | Die Ferdinand-Prirsch-Schule wurde 1966 nach den Plänen von Harald Bleich und Otto Ducharczek erbaut. Die Seccomalerei der Heiligen Notburga aus dem Jahr 1968 stammt von Adolf Osterider, die Deckenmalerei von Dina Kerciku. Im Speisesaal befindet sich ein Kruzifix von Ulf Mayer, sowie eine Keramikarbeit von Helene Fischer. Das am Nebentrakt angebrachte Keramikrelief aus dem Jahr 1968 stammt von Adolf Osterider. | BDA-Hist.: Q38045135 Status: § 2a Stand der BDA-Liste: 2021-07-01 Name: Ferdinand-Prirsch-Schule GstNr.: 418 |
| ja   | Datei hochladen | Schule, ehem. Herrenhaus HERIS-ID: 102167 Objekt-ID: 118536bis 2021 | bei Ragnitzstraße 193 Standort KG: Ragnitz | | BDA-Hist.: Q37790034 Status: § 2a Stand der BDA-Liste: 2021-07-01 Name: Schule, ehem. Herrenhaus GstNr.: 418 |